# Mireille Mathieu (volume 2)
Mireille Mathieu (volume 2) est une compilation francophone de la chanteuse française Mireille Mathieu, sortie en 1978 en France sous le label Impact et qui contient 12 de ses plus grandes chansons depuis le début de sa carrière.

## Chansons de la compilation
| No  | Titre                            | Auteur                                                     | Durée |
| --- | -------------------------------- | ---------------------------------------------------------- | ----- |
| 1.  | Acropolis Adieu                  | Catherine Desage, Christian Bruhn                          | 3:25  |
| 2.  | Pardonne-moi ce caprice d'enfant | Patricia Carli                                             | 2:55  |
| 3.  | C'est à Mayerling                | Jacques Plante, Francis Lai                                | 3:03  |
| 4.  | L'homme qui sera mon homme       | Jean-Loup Dabadie, Pierre de Senneville, Olivier Toussaint | 2:48  |
| 5.  | La Marche de Sacco et Vanzetti   | Ennio Morricone, Georges Moustaki                          | 3:22  |
| 6.  | Pleure mon cœur                  | Maurice Vidalin, Christian Bruhn                           | 3:04  |
| 7.  | En frappant dans nos mains       | Hubert Ithier, Michael Kunze, Georges Moroder              | 3:42  |
| 8.  | Pourquoi le monde est sans amour | Jean Schmitt, Patricia Carli                               | 3:23  |
| 9.  | Paris un tango                   | Franck Botton, Christian Bruhn, Georges Buschor            | 2:49  |
| 10. | J'étais si jeune                 | Hubert Ithier, Carter, Shakespeare                         | 3:26  |
| 11. | La chanson du départ             | Catherine Desage, Francis Lai                              | 2:53  |
| 12. | La première étoile               | André Pascal, Paul Mauriat                                 | 3:36  |